# Kōya Shimizu
Kōya Shimizu (japanisch 清水 康也 Shimizu Kōya; * 15. Juni 1982 in der Präfektur Tokio) ist ein japanischer Fußballspieler.

## Karriere
Shimizu erlernte das Fußballspielen in der Jugendmannschaft von Verdy Kawasaki (heute: Tokyo Verdy) und der Universitätsmannschaft der Kokushikan-Universität. Seinen ersten Vertrag unterschrieb er 2005 bei Vegalta Sendai. Der Verein spielte in der zweithöchsten Liga des Landes, der J2 League. Für den Verein absolvierte er 18 Ligaspiele. 2007 wechselte er zum Ligakonkurrenten Sagan Tosu. Für den Verein absolvierte er 48 Ligaspiele. 2010 wechselte er zum Ligakonkurrenten Tokyo Verdy.